# Toshio Hirabayashi
Toshio Hirabayashi, är en japansk tidigare fotbollsspelare.